# Marco Lanna
Marco Lanna (Génova, 21 de mayo de 1968) es un exjugador de fútbol y dirigente deportivo italiano. Actualmente se desempeña como presidente de Sampdoria.

## Datos técnicos
El juego de Marco Lanna siempre estuvo marcado por el de Luca Pellegrini, fue un gran marcador y una gran colocación táctica, fue uno de los grandes centrales italianos de la década de los 90.

## Carrera
Marco Lanna debutó en la temporada 1986-1987, en la Sampdoria de Vujadin Boškov y en ella estuvo durante siete temporadas consecutivas, formando junto con Mannini, Vierchowod y Katanec una de las mejores defensas de Europa. Con la Sampdoria ganó dos Copas de Italia en 1988 y 1989, una supercopa en 1990 y un scudetto en 1991, también fue finalista de la Liga de Campeones de la UEFA de 1992, que la Sampdoria perdió contra el Fútbol Club Barcelona.
En la temporada 1993-1994 Marco Lanna ficha por la AS Roma, donde permaneció durante cuatro temporadas, jugando 113 partidos y marcando 2 goles. En la temporada 1994-1995 forma junto a Aldair y a Petruzzi la mejor defensa de la liga.
En la temporada 1997-1998, Marco Lanna se marcha a jugar a España, donde permanecerá cuatro años. Desde 1997 hasta 1999 jugó en la Unión Deportiva Salamanca, donde consigue marcar goles a equipos importantes, como al Valencia C. F., al que marcó un gol con la mano, y otro al Atlético de Madrid. Después de dos años jugando con la Unión Deportiva Salamanca en 1.ª División, se marchó al Real Zaragoza hasta la temporada 2001, ganando una Copa del Rey.
Para terminar su carrera, Marco Lanna volvió a la Sampdoria a jugar la temporada 2001-2002 en la serie B, y después de terminar al temporada anunció su retirada, con unos datos de 343 partidos y marcando 8 goles.

## Clubes
| Club               | País   | Año       | PJ  | Goles |
| ------------------ | ------ | --------- | --- | ----- |
| Sampdoria          | Italia | 1986-1993 | 124 | 2     |
| AS Roma            | Italia | 1994-1997 | 113 | 2     |
| UD Salamanca       | España | 1997-1999 | 60  | 2     |
| Real Zaragoza      | España | 1999-2001 | 37  | 2     |
| Sampdoria          | Italia | 2001-2002 | 9   | 0     |
| Selección italiana | Italia | 1992-1994 | 2   | 0     |

## Carrera internacional
Marco Lanna jugó con la selección italiana en 2 ocasiones y estuvo en una preselección para el Mundial de EE. UU. 94.

## Palmarés

### Campeonatos nacionales
- Campeonato Italiano: 1 Sampdoria: 1990/1991
- Copa de Italia: 2 Sampdoria: 1987/1988, 1988/1989
- Supercopa de Italia: 1 Sampdoria: 1991
- Copa del Rey: 1 Real Zaragoza:2001

### Campeonatos internacionales
- Recopa de Europa: 1 Sampdoria: 1989/1990